# Yosuf Khel
Yosuf Khel är ett distrikt i Afghanistan. Det ligger i provinsen Paktika, i den centrala delen av landet, 170 kilometer söder om huvudstaden Kabul.
Distriktet beräknades år 2022 ha cirka 30 000 invånare.